# Vlad-Cristian Jianu
Vlad-Cristian Jianu (ur. 27 września 1984 w Bukareszcie) – rumuński szachista, arcymistrz od 2007 roku.

## Kariera szachowa
Wielokrotnie reprezentował Rumunię na mistrzostwach świata i Europy juniorów w różnych kategoriach wiekowych, zdobywając trzy srebrne medale: w Szeged (1994, MŚ do lat 10), Baile Herculane (1994, ME do lat 10) i w Rimavskiej Sobocie (1996, ME do 12 lat). Oprócz tego jest trzykrotnym medalistą drużynowych mistrzostw Europy juniorów do lat 18 (wszystkie turnieje rozegrano w Balatonlelle): złotym (2002), srebrnym (2001) oraz brązowym (2000). W roku 2006 zdobył tytuł indywidualnego mistrza Rumunii.
Normy na tytuł arcymistrzowski wypełnił na turniejach w Timisoarze (dwukrotnie zwyciężając w latach 2005 i 2006) oraz na indywidualnych mistrzostwach Europy (Drezno, 2007). W 2007 roku triumfował również w otwartym turnieju w Gałaczu. W 2010 r. zwyciężył w kołowym turnieju Limpedea Cup w Baia Sprie. W 2011 r. podzielił I m. (wspólnie z Martynem Krawciwem) w Fontenilles.
Wielokrotnie reprezentował Rumunię w turniejach drużynowych, m.in.:
- dwukrotnie na drużynowych mistrzostwach Europy (w latach 2007, 2013)[4],
- dwukrotnie na olimpiadach szachowych juniorów do 16 lat (w latach 1999, 2000)[5],
- trzykrotnie na drużynowych mistrzostwach Europy juniorów do 18 lat (w latach 2000, 2001, 2002); trzykrotny medalista: wspólnie z drużyną – złoty (2002), srebrny (2001) i brązowy (2000)[6].

Najwyższy ranking w dotychczasowej karierze osiągnął 1 września 2014 r., z wynikiem 2588 punktów.